# توموكا كوروتاني
توموكا كوروتاني (بالكانا:くろたに ともか) هي عارضة أزياء وممثلة يابانية، ولدت في 11 ديسمبر 1975 في اليابان.

## وصلات خارجية
- توموكا كوروتاني على موقع IMDb (الإنجليزية)
- توموكا كوروتاني على موقع قاعدة بيانات الفيلم (الإنجليزية)